# Forliset
Forliset er en dansk dokumentarfilm med ukendt instruktør.

## Handling
Den 14. december 1928 afgår skibet København fra hovedstaden Buenos Aires i Argentina med kurs mod Australien. Otte dage senere melder skoleskibets telegraf alt vel om bord. Dette var det absolut sidste livstegn fra det enorme skib. På en ukendt position et sted i det sydlige Atlanterhav forliste verdens største sejlskib og tog den 60 mand store besætning med sig i dybet. Der er aldrig fundet nogen vragrester.